# M41 (Centraal-Azië)

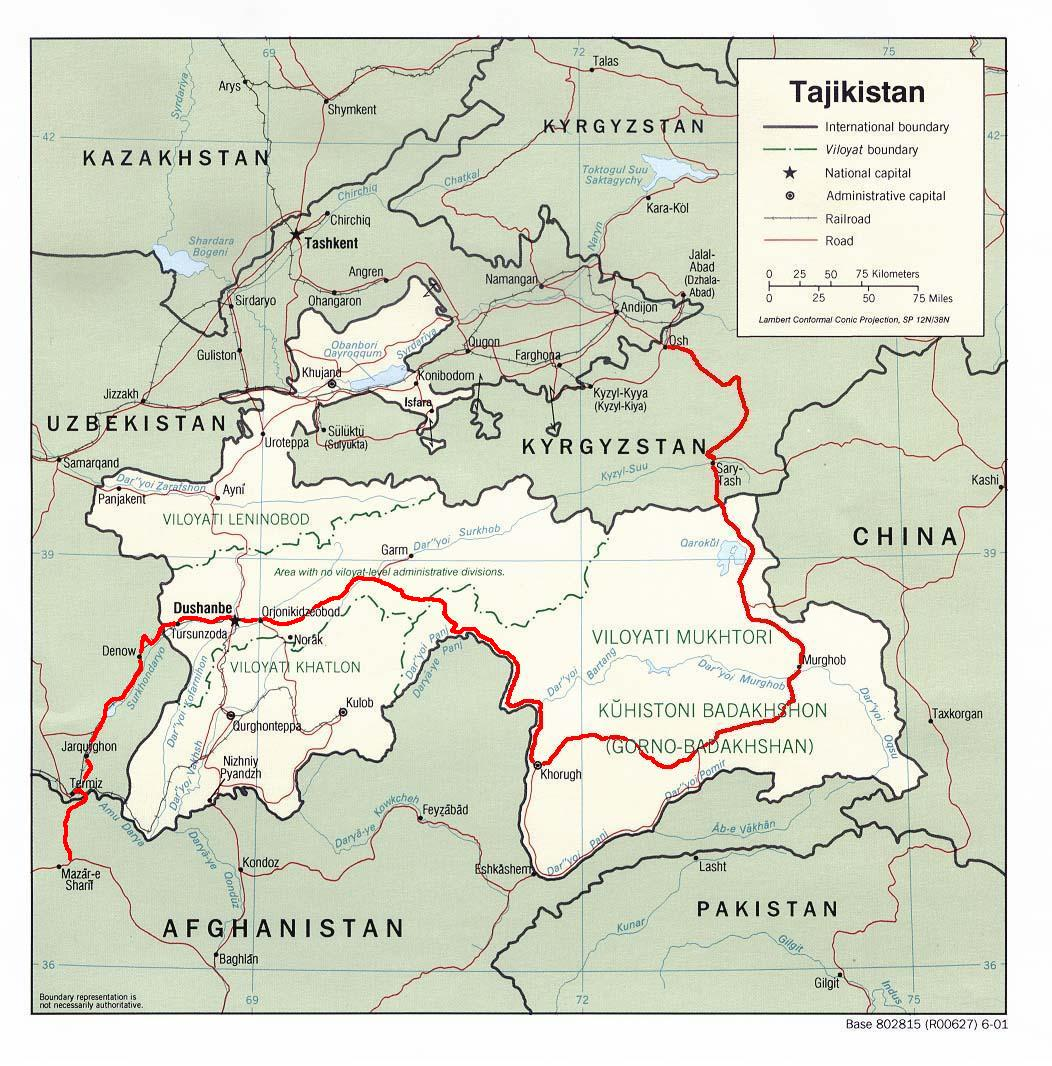
De route van de Pamir Highway

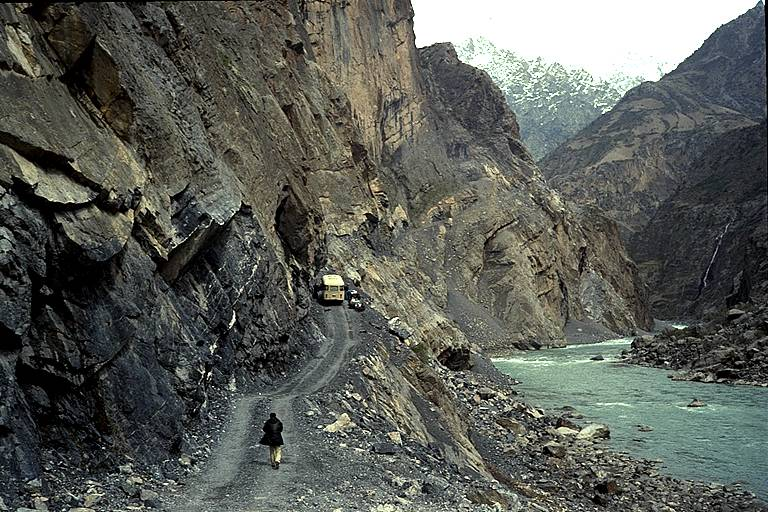
De Pamir Highway tussen Doesjanbe en Choroegh

De M41, informeel beter bekend als Pamir Highway (Russisch: Pamirsky Trakt, Памирский тракт) is een hoofdweg die het Pamir-gebergte doorkruist. Deze weg loopt door Afghanistan, Oezbekistan, Tadzjikistan en Kirgizië in Centraal-Azië. Het is de enige doorgaande route over het moeilijk begaanbare bergachtige terrein en fungeert als hoofdaanvoerroute voor de Tadzjiekse provincie Gorno-Badachsjan.
De Pamir Highway staat bekend als de één-na-hoogste internationale weg ter wereld (4655 meter), op de Karakoram Highway na. Het gedeelte tussen Doesjanbe en Moerghob heeft het Europese wegnummer E008. 

## Geschiedenis
De Pamir Highway is al millennialang in gebruik, aangezien er slechts een beperkt aantal toegankelijke wegen door de hooggelegen Pamir loopt. Ooit vormde de weg een onderdeel van de Zijderoute.

De huidige weg werd gedeeltelijk aangelegd in de 19e eeuw tijdens The Great Game. Een ander deel werd gebouwd na de stichting van de Tadzjiekse Socialistische Sovjetrepubliek in 1929.

## Tracé Pamir Highway en M41
Er bestaat geen consensus over het oorspronkelijke beginpunt van de Pamir Highway. Zowel Mazar-i-Sharif in Afghanistan, Termiz in Oezbekistan, Doesjanbe in Tadzjikistan als Choroegh in Tadzjikistan worden genoemd als beginpunt van de route. Er is echter wel overeenstemming over het eindpunt, namelijk Osj in Kirgizië.
Heden ten dage maakt de Pamir Highway deel uit van de M41, die begint in Termiz in Oezbekistan en eindigt in Kara-Balta in Kirgizië. Allereerst loopt het tracé noordwaarts, om vervolgens naar het oosten af te buigen alvorens de grens met Tadzjikistan te bereiken. Hierna volgt de M41 een oostelijke route langs Doesjanbe richting Choroegh, waarbij de rivieren de Kofarnihon, de Vahdat en de Bartang gekruist worden. Vanaf Choroegh loopt de weg circa 310 kilometer oostwaarts naar Moerghob, waarbij de rivier de Murghab wordt overgestoken. Daarna passeert de M41 de 4655 meter hoge Ak-Baital-pas, gevolgd door het Karakoelmeer. Na het overschrijden van de grens met Kirgizië wordt het eindpunt in Osj bereikt. Het weggedeelte tussen Choroegh en Osj trekt een klein aantal toeristen vanwege het ruige natuurschoon.
De staat van onderhoud wisselt aanzienlijk langs de weg. Het tracé is in sommige gebieden verhard, maar het grootste deel is onverhard. Het wegdek is soms zwaar beschadigd als gevolg van erosie, aardbevingen, aardverschuivingen, bergstortingen en lawines.